# Xã Black Hawk, Quận Black Hawk, Iowa
Xã Black Hawk (tiếng Anh: Black Hawk Township) là một xã thuộc quận Black Hawk, tiểu bang Iowa, Hoa Kỳ. Năm 2010, dân số của xã này là 2.666 người.